# Ядрышко

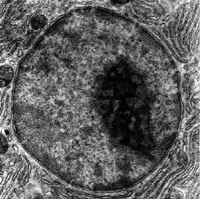
Микрофотография клеточного ядра с ядрышком

Я́дрышко — немембранный внутриядерный субкомпартмент, присущий всем без исключения эукариотическим организмам. Представляет собой комплекс белков и рибонуклеопротеидов, формирующийся вокруг участков ДНК, которые содержат гены рРНК — ядрышковых организаторов. Основная функция ядрышка — образование рибосомных субъединиц.
В ядрышке выделяют три основных структурных компонента, соответствующих разным этапам биогенеза рибосом: фибриллярный центр (ФЦ), плотный фибриллярный компонент (ПФК) и гранулярный компонент (ГК). В начале митоза происходит разборка ядрышек, а по окончании митоза они собираются снова. В настоящее время имеются данные об участии ядрышек в процессах, не связанных с биогенезом рибосом — например, в стрессовом ответе, сборке частиц распознавания сигнала; кроме того, ядрышко взаимодействует со многими вирусами. Ядрышко участвует в развитии многих заболеваний человека, в том числе раковых и, возможно, нейродегенеративных и аутоиммунных.

## История изучения
Впервые ядрышки были обнаружены итальянским естествоиспытателем Феличе Фонтаной в 1774 году. Первые достоверные описания ядрышка были выполнены независимо Рудольфом Вагнером (1835 г.) и Габриэлем Густавом Валентином (1836 и 1839 гг.). В 1898 году Томас Монтгомери выпустил монументальную монографию, посвящённую ядрышку. Его труд содержал 346 рукописных рисунков ядер и ядрышек из различных биологических объектов. В 1930-х годах несколько исследователей (С. Г. Навашин, Эмиль Хайц, Барбара МакКлинток) показали, что ядрышки возникают на особых участках хромосом, названных ядрышковыми организаторами. В 1940-х годах в ядрышках была обнаружена РНК, что объяснило сродство ядрышек к щелочным красителями из-за кислой природы РНК.
Долгое время функции ядрышка не были ясны; вплоть до 1950-х годов считалось, что вещество ядрышка представляет собой своеобразный запас, который используется и пропадает при делении клетки. В 1960-х годах были опубликованы результаты ряда основополагающих экспериментов, показавших, что ядрышки являются местами биогенеза рибосом. В 1969 году Оскар Миллер и Барбара Битти с помощью электронного микроскопа впервые визуализировали работающие рибосомные гены. В последующие годы основными направлениями в изучении ядрышек были исследование их структуры, процесса сборки рибосом, определение различных структурных компонентов рибосом. На рубеже веков стали появляться данные о новых функциях ядрышка, никак не связанных с биогенезом рибосом.

## Структура
Ядрышко — наиболее заметная видимая структура ядра, имеющаяся у всех эукариотических организмов. Долгое время считалось, что единственным организмом, лишённым ядрышек, является дипломонада Giardia lamblia, однако недавно и у него было описано очень маленькое ядрышко. Ядрышко — наиболее плотная структура эукариотической клетки. Плотность ядрышка обусловлена высоким содержанием белка (до 70—80 % сухой массы). Кроме белка, ядрышко содержит 5—14 % РНК и 2—12 % ДНК.
Методом электронной микроскопии в этой немембранной органелле удалось выделить три структурных компонента, соответствующих различным стадиям биогенеза рибосом: фибриллярный центр (ФЦ), плотный фибриллярный компонент (ПФК) и гранулярный компонент (ГК). Фибриллярные центры сформированы фибриллами диаметром около 5 нм; они частично окружены плотно упакованными фибриллами, образующими плотный фибриллярный компонент. Гранулярный компонент состоит из гранул диаметром 15—20 нм. В ядрах фибробластов человека на долю плотного фибриллярного компонента приходится 15 % объёма ядрышка, а на долю гранулярного компонента — 75 %. В ядрышках высших растений доля ПФК значительно выше. В ядрышках дрожжей Saccharomyces cerevisiae обнаруживаются только ПФК и ГК. Было высказано предположение, что эволюция ФЦ, ПФК и ГК начиналась с двухчастной системы, в которой компоненты ФЦ и ПФК были перемешаны.
У дрожжей S. cerevisiae ядрышко интенсивно контактирует с ядерной оболочкой. У высших эукариот ядрышки располагаются на ядерной оболочке или рядом с ней. В клетках HeLa впячивания ядерной оболочки образуют несколько ядрышковых каналов, которые непосредственно контактируют с ядрышком, расположенным в центре ядра. Функции этих каналов неизвестны. Ядрышки также взаимодействуют с ядерной ламиной, и ламины участвуют в организации хроматина. Было показано, что ламин B1 поддерживает функциональную пластичность ядрышек и участвует в структурной реорганизации ядра и ядрышек после митоза.
Хроматин обнаруживается в нескольких зонах ядрышка. Конденсированный хроматин находится на периферии ядрышка, а также в гранулярном компоненте, а неконденсированный хроматин — в плотном фибриллярном компоненте и фибриллярных центрах. Предполагается, что филаменты ДНК, обнаруживаемые в фибриллярных центрах, соответствуют рДНК (ядрышковым организаторам). Ядрышко вставляет специфические белки (такие, как антиген склеродермы Nop90 в области ядрышковых организаторов) в хроматин в области границы ядрышка, чтобы отделить себя от остального ядра, поэтому ядрышко нередко оказывается окружённым гетерохроматином. У растений обнаружены домены хроматина, ассоциированные с ядрышком (англ. nucleolus-associated chromatine domains, NADs).
На периферии ядрышка находится околоядрышковый компартмент — динамичная структура, содержащая большое количество РНК-связывающих белков, а также РНК-полимеразу III.
Всякое ядрышко образуется вокруг специальных последовательностей ДНК — ядрышковых организаторов. Ядрышковые организаторы представляют собой гены рДНК, собранные в ряды из тандемных повторов и разделённые спейсерами. Ядрышковые организаторы и ФЦ состоят из плотно ассоциированных фибрилл толщиной от 6 до 10 нм, оба содержат РНК-полимеразу I и характеризуются уникальной чертой — способностью окрашиваться солями серебра (аргирофильностью). В электронный микроскоп гены рРНК видны как образующие структуры типа «ёлочек», в которых боковые изогнутые нити представляют собой транскрипты пре-рРНК, а сидящие в ответвлении гранулы являются молекулами РНК-полимеразы I.
У человека приблизительно 400 копий повторяющихся единиц генов рРНК длиной 43 кб (килобаз) располагаются во всех акроцентрических хромосомах (хромосомы 13, 14, 15, 21 и 22). Впрочем, не вся ДНК ядрышка представлена ядрышковыми организаторами: например, у растений в ней также есть псевдогены, некодирующие повторяющиеся последовательности, гены тРНК и гены, транскрибируемые РНК-полимеразой II.

### Фибриллярные центры
Фибриллярные центры характеризуются наличием рДНК (ядрышковые организаторы), субъединиц РНК-полимеразы I, ДНК-топоизомеразы I и транскрипционного фактора UBTF. По сути своей фибриллярные центры — это плотно упакованные тандемные повторы неактивной рДНК и межгенных спейсеров. Во многих типах клеток транскрипционно активны только некоторые гены рДНК, несмотря на то, что остальные тоже находятся в ядрышке. Транскрипция рДНК происходит не внутри, а на периферии ФЦ. В ядрышках клеток разных линий обнаруживается разнообразное количество ФЦ разных размеров, причём количество фибриллярных центров находится в обратной зависимости от их размера. В ядрышках дифференцированных лимфоцитов человека содержится единственный фибриллярный центр. Если в лимфоците активировать клеточный цикл, то в нём запускается образование рибосом, и единственный фибриллярный центр рассасывается, поскольку начинается транскрипция содержащихся в нём генов рДНК и формируется плотный фибриллярный компонент. Таким образом, в фибриллярных центрах содержатся неактивные компоненты аппарата транскрипции рДНК.

### Плотный фибриллярный компонент

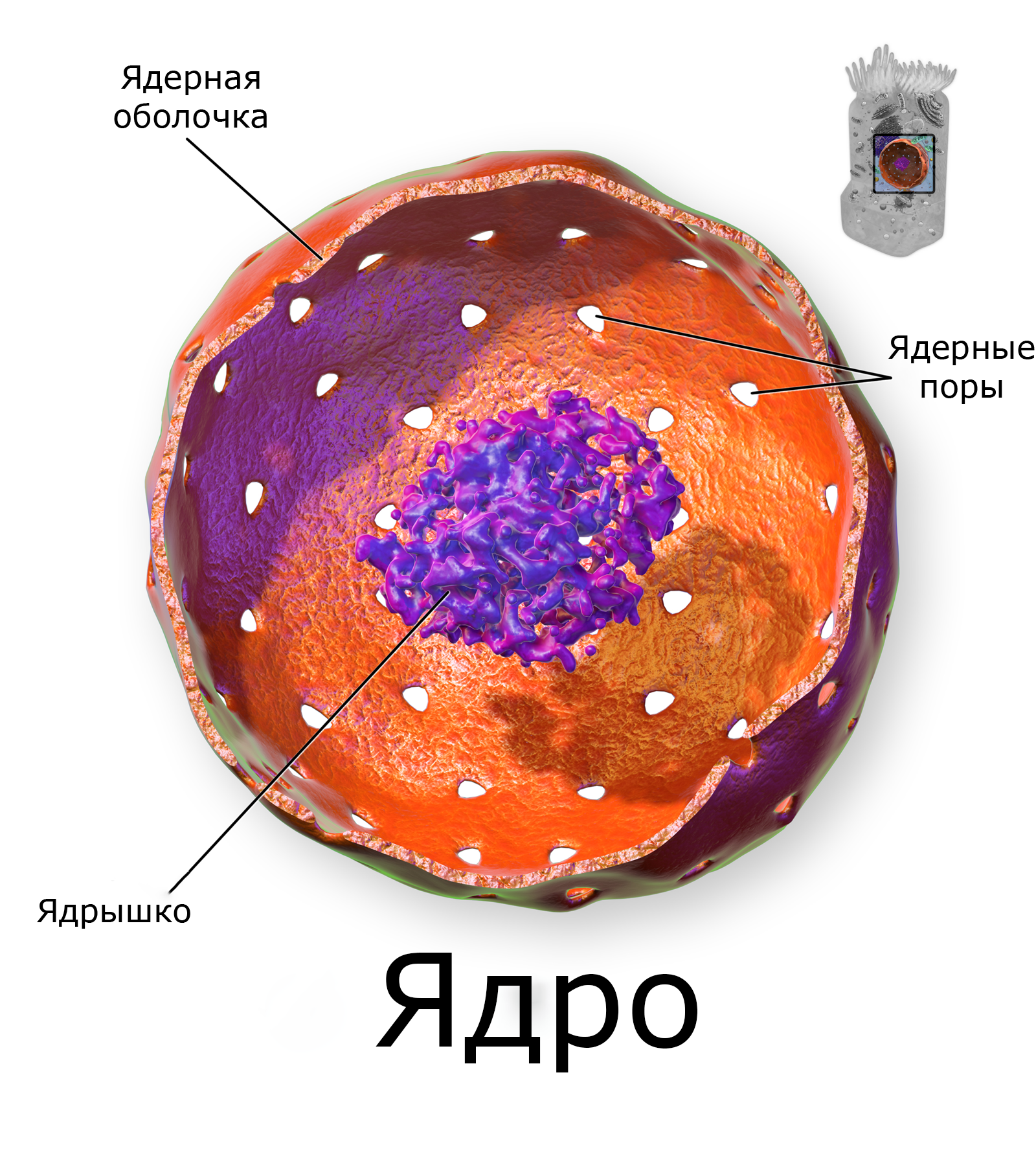
3D-модель расположения ядрышка (фиолетовое) относительно ядерной оболочки

Плотный фибриллярный компонент состоит из фибрилл более низкой электронной плотности, чем фибриллярные центры. В плотном фибриллярном компоненте обнаруживаются только что синтезированные транскрипты рРНК (пре-рРНК 45S); кроме того, в нём происходят ранние этапы процессинга рРНК. Здесь локализованы белки, участвующие в ранних этапах процессинга рРНК, такие как фибрилларин и Nopp140, а также рибонуклеопротеиновые комплексы, содержащие малые ядрышковые РНК (snoРНК от англ. small nucleolar). Фибрилларин, функционирующий как метилтрансфераза, служит хорошим маркером ПФК.

### Гранулярный компонент
Гранулярный компонент, как правило, располагается на периферии ядрышка, хотя в некоторых случаях фибриллярный и гранулярный компоненты равномерно распределены в ядрышке. В последнем случае фибриллярно-гранулярные компоненты зачастую образуют нитчатые структуры — нуклеолонемы, или ядрышковые нити толщиной около 100—200 нм и различимые даже в световой микроскоп (при особом контрастировании). В нуклеолонемах кроме гранул толщиной 15 нм имеется множество тонких фибрилл, которые могут образовывать сгущения. Гранулы, образующие гранулярный компонент, скорее всего, соответствуют незрелым рибосомным субъединицам 60S. В компактных ядрышках гранулы плотно упакованы, а в разветвлённых ядрышках образуют сеть. В ГК происходит процессинг 5,8S и 28S рРНК, а также сборка больших рибосомных субъединиц (60S). Маркерами ГК могут служить такие белки, как нуклеофозмин, Bop1, Nop52, RRP1B, нуклеостемин и субъединица PM-Scl 100 экзосомного комплекса

### Количество и размеры ядрышек
Количество ядрышек в ядре клетки определяется её стадией развития или дифференцировки, а их размер зависит от уровня синтеза рибосом. При этом максимальное количество ядрышек в клетке определяется количеством ядрышковых организаторов, кроме того, ядрышек всегда больше в крупных полиплоидных ядрах. Так, у шпорцевой лягушки имеется две хромосомы, несущие ядрышковые организаторы, и, следовательно, обычно 1—2 ядрышка.
В делящихся клетках, активно синтезирующих рибосомы, размер ядрышек варьирует от 0,5 до 7 мкм в диаметре. У большинства раковых клеток ядрышко крупнее, чем у нормальных клеток той ткани и органа, откуда они произошли. В случае клеток агрессивной формы рака молочной железы наблюдается увеличение размеров ядрышка на 30 % по мере развития опухоли. В дифференцировавшихся клетках образование рибосом снижается или прекращается вовсе (например, в эритроцитах и лимфоцитах), и размер их ядрышек уменьшается до 0,1—0,3 мкм.

### Ядрышки низших эукариот
Ядрышки низших эукариот по структуре отличаются от хорошо изученных ядрышек млекопитающих. Например, в ядрышках слизевика Dictyostelium нет различимых субкомпартментов, и ядрышко связано с внутренней ядерной мембраной. Сборка рибосом может происходить по всему ядрышку. рДНК располагается не в центре ядрышка, как у большинства других организмов, а по периферии. Кроме того, рДНК у этого организма находятся не на хромосомах, а составляют линейный палиндромный экстрахромосомный фрагмент ДНК, 20 % которого кодируют рРНК. Экстрахромосомное расположение генов рРНК характерно также для таких низких эукариот, как инфузория Tetrahymena pyriformis и дрожжи. У одноклеточного паразита Leishmania major гены 5S рРНК не выстраиваются в тандемные ряды, как у остальных эукариот; вместо этого всего 11 копий этого гена разбросаны между различными другими генами, транскрибируемыми РНК-полимеразой III. У плесневого грибка Aspergillus ядрышко контактирует с ядерной оболочкой, как у дрожжей, но обладает выпуклой формой, как у Dictyostelium. У рачка Daphnia ядрышко круглое и находится рядом с ядерной оболочкой, но не контактирует с ней. У гриба Neurospora строение ядрышка похоже на таковое у Daphnia.

### Структурные типы
Степень выраженности ГК и ПФК, а также прочие структурные особенности позволяют выделить несколько структурных типов ядрышек: ретикулярный (нуклеолонемный), компактный, кольцевидный, остаточный (покоящийся) и сегрегированный.
Ядрышки ретикулярного типа присущи большинству клеток, как животных, так и растительных. Такие ядрышки имеют нуклеолонемное строение, хорошо развиты ПФК и ГК, но часто ФЦ выражены плохо из-за активной транскрипции.
Компактный тип ядрышка отличается от ретикулярного меньшей выраженностью нуклеолонемного строения и большей частотой встречаемости ФЦ. Компактные ядрышки встречаются в активно делящихся клетках, например, клетках растительных меристем и клетках культуры ткани. По-видимому, компактный и ретикулярный типы могут переходить друг в друга.
Кольцевидный тип встречается в животных клетках. Ядрышки этого типа в световой микроскоп выглядят как кольцо с оптически светлой центральной зоной, которая является фибриллярным центром, окружёнными фибриллами и гранулами. Типичные кольцевидные ядрышки имеются у клеток с низким уровнем транскрипции, таких как лимфоциты и эндотелиоциты.
Остаточные ядрышки присущи клеткам, полностью утратившим способность к синтезу рРНК: нормобластам, дифференцированным энтероцитам, клеткам шиповатого слоя кожного эпителия и другим. Часто они с трудом различимы в световой микроскоп из-за малых размеров и окружённости конденсированным хроматином. Иногда они могут активироваться и принимать активную ретикулярную или компактную форму.
Сегрегированный тип ядрышек встречается у клеток, у которых синтез рРНК прекращён под действием антибиотиков, например, актиномицина Д и амфотерицина, и других химических веществ, или же повреждён синтез ДНК и белков под действием митомицина, пуромицина и многих канцерогенов. Разные компоненты ядрышка обособляются друг от друга, но объём ядрышка прогрессивно уменьшается.

## Сборка и разборка
В ходе клеточного цикла разборка ядрышек происходит в профазе, а их сборка начинается в телофазе. Белковые комплексы и рибонуклеопротеиды, оставшиеся от ядрышек, разобранных в профазе, используются для сборки ядрышек в дочерних клетках.
Разборка ядрышек начинается в ранней профазе, и её конечным этапом является остановка транскрипции рДНК. Ещё раньше, до остановки работы РНК-полимеразы I и разрушения ядерной оболочки, ядрышко покидают белки процессинга РНК и snoРНП и закрепляются на поверхности хромосом, удерживаемые неизвестным способом. Ключевую роль в регуляции разборки ядрышка, по-видимому, играет комплекс циклинзависимой киназы 1 (англ. Cyclin-dependent kinase 1, CDK1) и циклина B.
Сборка ядрышек начинается с активации транскрипции в области ядрышковых организаторов. Однако одной только активации транскрипции недостаточно; сборка ядрышка также зависит от процессирующих белков и snoРНП. В телофазе они собираются вблизи хромосом, образуя точечные скопления, известные как пренуклеолярные тельца. В ходе фазы G1 клеточного цикла происходит регулируемое перемещение белков из пренуклеолярных телец к ядрышковым организаторам, благодаря чему происходит постепенная сборка ядрышковых компартментов: фибриллярных центров, плотного фибриллярного компонента и гранулярного компонента.
Показано, что важными регуляторами сборки ядрышек в ответ на клеточные стимулы и в ходе клеточного цикла являются Alu-содержащие транскрипты РНК-полимеразы II, называемые AluРНК.
У некоторых групп низших эукариот поведение ядрышек во время митоза отличается от описанного выше; в частности, у эвгленовых и гемимастигид оно может сохраняться на протяжении всего митоза.

## Белки ядрышка
Развитие методов выделения ядрышек позволило расширить список известных ядрышковых белков со 100 до 6000. Протеомный анализ позволил идентифицировать более чем 200 белков растений и более чем 6000 белков человека, которые совыделяются с ядрышками. Показано, что у почкующихся дрожжей около 90 % белков ядрышка имеют гомологи среди ядрышковых белков человека. Таким образом, протеом ядрышка оставался очень консервативным на протяжении эволюции. Белки ядрышка классифицируют на функциональные группы, причём только 30 % ядрышковых белков связаны с образованием рибосомных субъединиц.
Для ряда постоянных ядрышковых белков показано наличие сигнала ядрышковой локализации (англ. Nucleolar localisation signal, NoLS). Впрочем, у многих резидентных белков ядрышка сигнала ядрышковой локализации нет. Предполагается, что сигнал ядрышковой локализации нужен скорее для удержания белка в ядрышке, чем для доставки в него. В некоторых источниках содержится упоминание сигналов удержания в ядрышке (англ. Nucleolar retention signal, NoRS), хотя никакой разницы между NoLS и NoRS показано не было. Высказывается гипотеза, что многие ядрышковые белки постоянно перемещаются по ядру и могут как входить в ядрышко, так и покидать его. Однако их движение в ядрышке замедляется, возможно, из-за многочисленных взаимодействий с другими ядрышковыми белками, а также со своими мишенями; из-за эффекта замедления движения такие белки наиболее многочисленны в ядрышке. Ядрышковые нуклеиновые кислоты привлекают структурные белки, рекрутирующие другие ядрышковые молекулы. К числу таких рекрутирующих ядрышковых белков принадлежат UBTF, фибрилларин, нуклеолин и нуклеофозмин. Нарушения в гене UBTF вызывает формирование дефектных ядрышек. Некоторые белки привлекаются в ядрышко только при определённых обстоятельствах, например, в случае повреждения ДНК, клеточного стресса и митоза. 
Многие белки, характерные для ядрышка, локализуются также в другом ядерном тельце, известном как тельце Кахаля, так что, по-видимому, между этими тельцами существует тесная связь. Показано, что особенно тесная физическая связь телец Кахаля и ядрышек наблюдается в условиях подавления транскрипции. Продемонстрировано участие телец Кахаля в образовании ядрышек при развитии ооцитов мыши.

## Функции
Ключевой функцией ядрышка является образование субъединиц рибосом в эукариотических клетках. Однако многие ядрышковые белки осуществляют совсем другие функции — например, участвуют в ответе на клеточный стресс или взаимодействуют с вирусными белками. В ядрышке также происходит сборка частиц распознавания сигнала.

### Образование рибосом
Образование рибосом начинается с транскрипции генов рДНК РНК-полимеразой I. Именно синтез рРНК определяет способности клетки к росту и пролиферации, и почти все клеточные пути, влияющие на них, непосредственно регулируют синтез рРНК. У млекопитающих кластеры генов рРНК представляют собой повторяющиеся единицы межгенных спейсеров длиной около 30 кб и участков, кодирующих пре-рРНК, длиной около 14 кб. У высших позвоночных ген рРНК кодирует транскрипт-предшественник, который ко- или посттранскрипционно модифицируется с участием малых ядрышковых РНК, так что в конечном счёте из него образуется по одной молекуле 18 S, 5,8 S и 28 S рРНК, которые составляют «каркас» рибосомы. Для инициации транскрипции, опосредуемой РНК-полимеразой I, необходим ряд специфических транскрипционных факторов — таких, как UBTF и фактор селективности промотора, обозначаемый SL1 у человека и TIF-IB у мышей. UBTF — многочисленный ядрышковый ДНК-связывающий белок, активирующий транскрипцию, осуществляемую РНК-полимеразой I, и служащий маркером фибриллярных центров.
По мере того, как первая молекула РНК-полимеразы проходит одну транскрипционную единицу генов рРНК, на освобождающийся участок садится следующая РНК-полимераза и синтезирует новую РНК. Конечным продуктом является пре-рРНК 45S. По мере синтеза пре-рРНК окутывается рибосомными белками, которые поступают в ядро из цитоплазмы. Именно продуктами транскрипции рРНК образована зона ПФК вокруг ФЦ. После отделения 45S рРНК она расщепляется на более мелкие молекулы, которые дают начало рибосомным субъединицам 40S и 60S. Малые субъединицы синтезируются в ядрышке примерно за 30 минут, а синтез больших субъединиц занимает около часа. Незрелая субъединица 60S соединяется в ядрышке с третьей (помимо 28S и 5,8S) молекулой рРНК — 5S рРНК. Новообразованные субъединицы выходят из ядра в цитоплазму через ядерные поры. Полная рибосома 80S образуется после того, как малая субъединица свяжется с мРНК и потом с большой субъединицей.
Элонгации транскрипции, опосредуемой РНК-полимеразой I, способствуют такие белки, способные к ремоделированию хроматина, как нуклеофозмин (B23), нуклеолин и FACT. Механизмы терминации транскрипции, осуществляемой РНК-полимеразой I, оставались консервативными в ходе эволюции. Терминаторные элементы распознаются ДНК-связывающими белками; при этом они опознают специфические последовательности, которые контрактируют с РНК-полимеразой I и начинают терминацию транскрипции. У мышей 10 терминаторных элементов, называемых Sal-боксами, кластеризованы на несколько сотен пар оснований ниже участка, кодирующего пре-рРНК, и фланкированы длинными пиримидиновыми трактами. Похожий терминаторный элемент, обозначаемый T0, располагается непосредственно до промотора рДНК. Показано, что ядрышковый белок TTF-I, связывается с Sal-боксами и останавливает элонгирующую РНК-полимеразу I. T0 же является необходимым промоторным элементом. Показано также, что транскрипции, проводимой РНК-полимеразой I, способствуют ядерные формы актина и миозина. Кроме того, она находится под регуляцией различных факторов роста, а также может изменяться в зависимости от условий, в которых находится клетка — таких, как достаток питательных веществ. Её регулируют различные онкогены и гены-супрессоры опухолей. Ядрышковые белки могут принимать участие в регуляции транскрипции в ядрышке, взаимодействуя с топоизомеразами (например, ядрышковый белок BLM взаимодействует с топоизомеразой I).
В ядрышке находится множество некодирующих РНК, которые называются малыми ядрышковыми РНК (snoРНК). Их разделяют на несколько классов в зависимости от наличия определённых консервативных мотивов, и наиболее многочисленными являются два класса, содержащие мотивы H/ACA-бокс и C/D-бокс соответственно. snoРНК связываются с разнообразными белками и формируют малые ядрышковые рибонуклеопротеины (snoРНП), которые играют важную роль в процессинге и созревание рРНК. Большинство snoРНП катализируют модификации нуклеотидов, однако некоторые snoРНП участвуют в разрезании транскрипта-предшественника (пре-рРНК). snoРНП доставляются в ядрышки специальными шаперонами, известными как Nopp140 и treacle.
Образование рибосом — один из наиболее энергозатратных процессов, протекающих в эукариотической клетке, и оно сильно связано с клеточным циклом и клеточной пролиферацией. Показано, что активация образования рибосом вызывает быстрый рост клетки и деление. Многие белковые факторы, регулирующие образование рибосом, также непосредственно участвуют в некоторых стадиях клеточного цикла и у дрожжей, и у млекопитающих. Механизмы, контролирующие биогенез рибосом, также работают в ходе фазы G1 клеточного цикла и сообщаются с белками, осуществляющими переход из фазы G1 в S-фазу, в результате клетка может вступить в деление или же не делиться в зависимости от интенсивности процесса образования рибосом.

### Ответ на стресс
Показано, что ядрышко играет ключевую роль в регуляции петли p53—Mdm2. p53 и Mdm2 — в основном нуклеоплазматические белки, причём p53 является важнейшим белком, ответственным за ответ клетки на стресс (повреждение ДНК, активация онкогена, нарушения в рибосомах), а Mdm2 служит его негативным регулятором. Белок-супрессор опухолей ARF — ядрышковый белок, который подавляет работу Mdm2, ингибируя его активность как Е3-убиквитинлигазы или изолируя в ядрышке, в результате чего белок p53 стабилизируется и активируется. Кроме того, ARF является ключевым регулятором клеточного старения. В ответе на клеточный стресс участвует другой ядрышковый белок, известный как нуклеофозмин (B23). Он может изолировать ARF в ядрышке и в зависимости от ситуации B23 выступает как онкоген или ген-супрессор опухолей. Кроме того, нуклеолин и B23 могут участвовать в восстановлении повреждённой ДНК. p53 также может вызывать клеточный ответ в виде остановки клеточного цикла в ответ на нарушения биогенеза рибосом в ядрышке.
Ядрышко может участвовать в ответе на стресс и иного рода. Например, в условиях гипотонии ядрышко превращается в многочисленные маленькие проядрышки, которые при перенесении клетки в нормальные условия сливаются друг с другом, формируя ядрышки. Интересно, что один из важнейших ядрышковых белков, нуклеофозмин, не накапливается в проядрышках, а циркулирует между проядрышками и нуклеоплазмой.

### Сборка частиц распознавания сигнала
Частицы распознавания сигнала (англ. Signal recognition particle, SRP) — повсеместно распространённые цитоплазматические рибонуклеопротеиновые комплексы, которые доставляют некоторые рибосомы к шероховатому эндоплазматическому ретикулуму (ЭПР) для дальнейшей котрансляционной транслокации внутрь ЭПР синтезируемых мембранных и секретируемых белков. Сначала SRP распознаёт сигнальный пептид растущего секретируемого или мембранного канала по мере того, как он выходит из рибосомы. Далее SRP временно приостанавливает синтез белка и доставляет рибосому с синтезируемым белком к цитоплазматической стороне ЭПР, а дальнейший синтез белка происходит одновременно с его транслокацией внутрь ЭПР. Когда флуоресцентно меченная РНК, входящая в состав SRP, была введена в ядро клетки млекопитающего, она очень быстро оказывалась в ядрышке. Через некоторое время уровень флуоресценции в ядрышке падал, но повышался в отдельных местах цитоплазмы. Локализацию SRP РНК нельзя привязать к одному из трёх доменов ядрышка: область локализации проходила через всё ядрышко. Показано, что в ядрышке происходят конечные стадии синтеза SRP РНК и сборки собственно SRP.

### Другие функции
Для работы активированных макрофагов важную роль играют цистеиновые протеазы катепсины. В эндосомах и лизосомах они играют важнейшую роль в формировании приобретённого иммунного ответа (процессинг антигенов и их презентация), а также врождённого иммунного ответа (активация Toll-подобных рецепторов). Недавно было показано, что эти цистеиновые протеазы и их ингибиторы выполняют некоторые функции также в ядре и ядрышке. Так, при активации макрофагов катепсин L и ингибитор Spia3g локализуются в ядрышке.
Показано, что у растений некоторые ядрышковые белки могут участвовать в поддержании ядрышкового хроматина и структуры теломер.
У дрожжей в ядрышки направляются мРНК, если нуклеоцитоплазматический транспорт, биогенез рРНК или процессинг мРНК были нарушены.

## Активация и деактивация
В неактивной форме, когда транскрипция генов рРНК уменьшена, ядрышковый организатор представлен одним крупным фибриллярным центром. Рибосомная ДНК в этот момент конденсирована (то есть компактно уложена). Когда начинается активация ядрышка, происходит деконденсация рДНК, причём она начинается на периферии фибриллярного центра. В результате образуются РНП-транскрипты, которые, созревая, образуют гранулы — предшественники рибосом, которые занимают периферию активированного ядрышка. По мере дальнейшего усиления транскрипции единый фибриллярный центр распадается на ряд более мелких, которые связаны друг с другом полностью декомпактизованными (то есть развёрнутыми) участками рДНК. Чем транскрипция интенсивнее, тем больше в ядрышке мелких ФЦ, связанных друг с другом и окружённых ПФК. Если же активация рДНК полная, то все ФЦ деконденсируются, а активная рДНК находится в ПФК. Когда же ядрышко инактивируется, то ФЦ снова образуются и сливаются друг с другом, они увеличиваются в размерах, причём доля ПФК падает. Когда ядрышко полностью инактивировано, то оно представлено только одним крупным ФЦ (до 4—5 мкм) сферической формы, окружённым слоем конденсированного хроматина. Инактивированное ядрышко структурно близко к ядрышковым организаторам митотических хромосом. Подобные превращения получили название активации и деактивации ядрышка соответственно.

## Эпигенетика
Хотя в клетках имеется множество копий генов рибосомной ДНК, не все из них используются для образования рРНК. Показано, что активные и молчащие гены рДНК характеризуются различными эпигенетическими метками. Так, у молчащих генов рДНК выявлено метилирование CpG, характерное для гетерохроматина и транскрипционно неактивных генов, в то время как у активных генов такой метки нет. Гипометилирование рДНК также наблюдалось при некоторых видах рака — в частности, при раке лёгких и гепатоцеллюлярной карциноме. Впрочем, имеются свидетельства и о положительной роли метилирования CpG в синтезе и процессинге рРНК.
Показано, что паттерны сайленсинга генов рРНК, обусловленные метилированием ДНК, передаются от исходной клетки к дочерним в ходе клеточного деления. Молчание генов рДНК может быть связано не только с модификацией ДНК, но и особыми метками на гистонах. Установлено, что активные гены рДНК приобретают гетерохроматиновые метки в ответ на изменение энергетического статуса клетки и дифференцировку, причём эти метки могут не иметь отношения к метилированию CpG. Ряд молчащих генов рДНК находятся во внеядрышковом пространстве и часто ассоциирован с околоядрышковым гетерохроматином (в то время как активные гены рДНК находятся внутри ядрышка в фибриллярном компоненте), например, центромерным гетерохроматином. Молчащий статус и гетерохроматиновое состояние этих генов, как полагают, связано с ограничением доступа к ядрышку белков рекомбинации. Они могут также вносить свой вклад в структуру ядрышка и ядра. Наконец, имеются данные о том, что в клетках женского организма ядрышко связано с инактивированной X-хромосомой.

## Участие в эмбриогенезе
Зрелые ооциты млекопитающих, а также бластомеры очень ранних стадий дробления зародыша млекопитающих содержат неактивные атипичные ядрышки, которые значительно отличаются от ядрышек зрелых клеток и содержат только плотный фибриллярный компонент. Их называют тельцами-предшественниками ядрышек (англ. nucleolus precursor bodies, NPBs), и считается, что они служат местами запасания молекул, из которых по мере развития зародыша берётся материал для сборки типичных активных ядрышек. Количество и распределение телец-включений в пронуклеусах человеческого эмбриона могут служить простым неинвазивным индикатором дальнейшего эмбрионального развития. При вступлении ооцитов в мейоз плотный фибриллярный компонент ядрышек распадается и выходит в цитоплазму, и ядрышко становится невидимым до оплодотворения и формирования пронуклеусов.
В 2003 году было показано, что тельца-предшественники можно при помощи методов микрохирургии удалить из полностью созревшего ооцита свиньи. Этот метод удаления ядрышка получил название энуклеоляция, а извлекаемое ядрышко называют нуклеолопластом. При этом тельца выделяют c некоторым количеством цитоплазмы ооцита, покрытой желточной мембраной. Ооциты выживают при этой операции и могут достичь метафазы II деления; таким образом, ядрышко не играет существенной роли в созревании ооцитов млекопитающих. Это кажется необычным, потому что в клетках дрожжей и соматических клетках ядрышко играет важную роль в переходе от метафазы к анафазе. Тем не менее, показано, что ядрышко всё-таки необходимо для регуляции наступления созревания ооцитов млекопитающих. Показана возможность трансплантации ядрышка в ооцитах млекопитающих.

## Клиническое значение
Ядрышко задействовано в развитии многих инфекционных и неинфекционных заболеваний человека. Ниже рассматривается роль ядрышка в развитии различных групп заболеваний.

### Вирусные заболевания
Вирусы из различных групп (ДНК-содержащие, РНК-содержащие, ретровирусы) кодируют белки, которые при инфекции локализуются в ядрышке. К числу таких вирусов относится, например, вирус простого герпеса, цитомегаловирусы, флавивирусы, вирус гриппа А и ВИЧ. Некоторые из этих вирусов — такие, как поксвирусы — реплицируются в цитоплазме, а герпесвирусы и аденовирусы реплицируются в ядрышке. Начальные этапы репликации ВИЧ-1 протекают в цитоплазме, а дальнейшая его активность происходит в ядрышке. В ядрышке также могут локализоваться некоторые субвирусные агенты, например, вирус гепатита дельта, сателлиты и вироиды. Вирусы могут взаимодействовать с ядрышком, чтобы взять под свой контроль функционирование клетки-хозяина и привлекают ядрышковые белки для облегчения собственной репликации и регуляции экспрессии вирусных генов. Например, в ядрышке локализуются два белка-регулятора экспрессии генов ВИЧ — Tat и Rev. Изучение путей взаимодействия вирусов с ядрышком может помочь в разработке новой противовирусной терапии.

### Рибосомопатии
Несколько наследственных заболеваний человека — такие, как анемия Даймонда — Блекфана, 5q-синдром, синдром Тричера — Коллинза и синдром Швахмана — Даймонда — возникают из-за нарушений в белковых факторах, необходимых для образования рибосом. Эти заболевания характеризуются заметной плейотропией, проявляются в нарушении работы многих видов тканей, причём степень выраженности и перечень симптомов различны у разных пациентов. Для этих заболеваниях характерны следующие признаки в различных комбинациях: нарушения гемопоэза, аномалии развития и предрасположенность к раку. Такие заболевания, в основе которых лежат изменения в генах, кодирующих составные части зрелых рибосом, и/или факторы, участвующие в образовании рибосом, называют рибосомопатиями.

### Рак
Поскольку скорость синтеза рибосом определяет способность клеток к пролиферации, нарушения в синтезе рибосом в ядрышке нередко приводят к развитию раковых опухолей. Например, нарушения в количестве, размерах и морфологии ядрышек часто связаны с началом и дальнейшим развитием рака молочной железы. Маркером рака молочной железы служат аргирофильные (т. e. красящиеся солями серебра) ядрышковые организаторы; кроме того, ядрышко может модулировать работу эстрогенового рецептора, играющего ключевую роль в развитии этого вида рака. Однако ядрышко может оказывать и подавляющее действие на опухоли; в ядрышке содержатся такие гены-супрессоры опухолей, как BRCA1, ARF, p53, белок ретинобластомы (RB) и PTEN, а также HOTS. Ниже в таблице приведён список ядрышковых белков, задействованных в развитии различных раковых опухолей.
| Белок        | Функция | Заболевание                                                                                          |
| ------------ | --- | --- |
| CKAP5        | Непосредственно связывается с микротрубочками, необходим для стабильности и правильной организации полюсов веретена деления         | Рак печени Рак толстой кишки Миелома                                                                 |
| GLTSCR1      | Функции неизвестны | Менингиома Олигодендроглиома                                                                         |
| GLTSCR2      | Регулирует фосфорилирование и стабильность PTEN. Участвует в клеточной пролиферации и апоптозе                                      | Рак щитовидной железы Астроцитома Рак яичника Рак пищевода Рак толстой кишки Рак лёгких              |
| GNB2L1       | Компонент рибосомной субъединицы 40S. Связывает и стабилизирует протеинкиназу С. Подавляет активность киназ Src                     | Рак молочной железы Рак лёгких Рак ротовой полости Меланома                                          |
| Нуклеостемин | Взаимодействует с р53. Важен для пролиферации стволовых клеток                                                                      | Рак пищевода Рак мозга Рак молочной железы Рак шейки матки                                           |
| KDM2B        | Центральная роль в деметелировании гистонов. Подавляет транскрипцию рДНК                                                            | Лейкемия Лимфома                                                                                     |
| MAGED2       | Регулятор р53 | Рак тонкой кишки Рак толстой кишки Рак молочной железы Рак аппендикса                                |
| mKi67        | Необходим для пролиферации клеток, участвует в ранних этапах синтеза рРНК                                                           | Рак лёгких Рак молочной железы Рак толстой кишки Рак желудка Рак почки Лимфома                       |
| Нуклеолин    | Участвует в образовании и созревании рибосом                                                                                        | Рак толстой кишки Лейкемия Рак шейки матки Меланома Рак поджелудочной железы                         |
| NOP2         | Регулирует клеточный цикл, экспрессируется в ходе S-фазы, встречается в злокачественных, но не покоящихся клетках                   | Рак лёгких Рак молочной железы Рак предстательной железы Рак толстой кишки Рак ротовой полости       |
| Нуклеофозмин | Регулирует ARF/p53. Участвует в биогенезе рибосом, пролиферации, сборке гистонов, удвоении центросом, работает как белковый шаперон | Рак предстательной железы Рак мочевого пузыря Рак молочной железы Лейкемия Лимфома Рак толстой кишки |
| PCNA         | Участвует в репликации ДНК, кофактор ДНК-полимеразы δ                                                                               | Рак поджелудочной железы Рак молочной железы Рак печени Рак желудка                                  |
| Прохибитин   | Связывается с белком-супрессором RB, может регулировать пролиферацию                                                                | Рак молочной железы Рак пищевода Рак толстой кишки Рак желудка                                       |
| PRAME        | Антиген, экспрессируемый в основном клетками меланомы. Распознается Т-киллерами. Функционирует как репрессор транскрипции           | Лейкемия Меланома Рак лёгких Рак почки Саркома Рак молочной железы Нейробластома Медуллобластома     |
| RAP1A        | Связывает белки суперсемейства Ras малых ГТФаз. Противодействует RAS                                                                | Рак ротоглотки Меланома Рак поджелудочной железы Рак предстательной железы                           |

### Другие заболевания
По одной из гипотез, ядрышко участвует в развитии аутоиммунных заболеваний. Возможно также, что эта органелла может быть задействована в развитии болезни Паркинсона. Здесь же может локализоваться и белок тау, который в последнее время связывают с развитием болезни Альцгеймера. Ядрышко также может играть важную роль в развитии глаза и нейродегенеративных заболеваниях сетчатки. Ядрышковый белок нуклеостемин может служить маркером остеоартрита.